# Varta rubrofasciata
Varta rubrofasciata är en insektsart som beskrevs av William Lucas Distant 1908. Varta rubrofasciata ingår i släktet Varta och familjen dvärgstritar. Inga underarter finns listade i Catalogue of Life.